# Віггінс (Колорадо)
Віггінс (англ. Wiggins) — місто (англ. town) в США, в окрузі Морган штату Колорадо. Населення — 1401 особа (2020).

## Географія
Віггінс розташований за координатами 40°13′36″ пн. ш. 104°4′25″ зх. д. / 40.22667° пн. ш. 104.07361° зх. д. (40.226588, -104.073498).  За даними Бюро перепису населення США в 2010 році місто мало площу 3,44 км², з яких 3,43 км² — суходіл та 0,01 км² — водойми.

## Демографія
Згідно з переписом 2010 року, у місті мешкали 893 особи в 299 домогосподарствах у складі 229 родин. Густота населення становила 259 осіб/км².  Було 343 помешкання (100/км²).
Расовий склад населення:
| - 90,6 % — білих - 0,8 % — корінних американців - 0,1 % — чорних або афроамериканців - 0,1 % — азіатів - 6,5 % — осіб інших рас |

До двох чи більше рас належало 1,9 %. Частка іспаномовних становила 28,2 % від усіх жителів.
За віковим діапазоном населення розподілялося таким чином: 34,7 % — особи молодші 18 років, 55,1 % — особи у віці 18—64 років, 10,2 % — особи у віці 65 років та старші. Медіана віку мешканця становила 30,1 року. На 100 осіб жіночої статі у місті припадало 96,7 чоловіків;  на 100 жінок у віці від 18 років та старших — 101,7 чоловіків також старших 18 років.
Середній дохід на одне домашнє господарство  становив 56 807 доларів США (медіана — 48 000), а середній дохід на одну сім'ю — 63 466 доларів (медіана — 51 719). Медіана доходів становила 43 958 доларів для чоловіків та 30 114 долари для жінок. За межею бідності перебувало 15,7 % осіб, у тому числі 33,2 % дітей у віці до 18 років та 4,4 % осіб у віці 65 років та старших.
Цивільне працевлаштоване населення становило 528 осіб. Основні галузі зайнятості: роздрібна торгівля — 15,7 %, сільське господарство, лісництво, риболовля — 15,7 %, освіта, охорона здоров'я та соціальна допомога — 15,2 %.